# Phare de Fort Niagara

Le phare de Fort Niagara (en anglais : Fort Niagara Light), est un phare inactif situé sur la rivière Niagara sur la rive sud du lac Ontario, dans le comté de Niagara (État de New York).

## Histoire
Il est situé sur le terrain du fort Niagara. Le phare a été créé en 1782 au sommet du "French Castle", une structure toujours située dans le vieux fort Niagara. La tour actuelle a été allumée pour la première fois en 1872, après avoir été retirée du château français pour laisser plus de place aux quartiers des officiers.
La tour est de forme octogonale avec une lanterne noire. La lentille originale était une lentille de Fresnel de quatrième ordre installée en 1859. Elle est exposée au centre d'accueil du site historique de Fort Niagara.
Le phare a été désactivé en 1993. Il fait partie du site historique national du Fort-Niagara. La maison de gardien en bois sert désormais comme musée et boutique de souvenirs.
La lumière a été remplacée par une balise lumineuse montée sur un pylone métallique à claire-voie de 2 mètres de haut. Il se situe à la station de la Garde côtière américaine à Niagara. Son feu à occultations émet, à une hauteur focale de 24 m, un éclat vert par période de 4 secondes. Sa portée est de 10 milles nautiques (environ 19 km).

## Description
L'ancien phare  est une tour octogonale en pierre avec une galerie et une lanterne de 18,5 m de haut, attachée à une maison de gardien. La tour est peinte en blanc et la lanterne est noire.
Identifiant : ARLHS : USA-294 ; USCG : 7-2485 .

### Lien connexe
- Liste des phares de l'État de New York